# Centrale Moerdijk
De Centrale Moerdijk is een warmte-krachtcentrale van RWE gelegen op het haven- en industriegebied Moerdijk. Hij bevat twee warmtekrachteenheden, WKC Moerdijk I en CCGT Moerdijk II.

## WKC Moerdijk I
In WKC Moerdijk I werd met aardgas en stoom van de naastgelegen Attero afvalverbrandingsinstallatie elektriciteit en warmte opgewekt. De centrale leverde ook stoom aan Shell Nederland Chemie. De installatie is sinds 1997 in gebruik, maar in februari 2018 na beëindiging van de samenwerking met Shell en Attero stilgelegd. De weggevallen energielevering is grotendeels opgevangen door kolencentrales. De sluiting is vanwege de daarmee gekoppelde extra vervuiling controversieel..

## CCGT Moerdijk II
In 2008 heeft toenmalige eigenaar Essent besloten CCGT Moerdijk II te bouwen op dezelfde locatie. CCGT staat voor Combined Cycle Gas Turbine, ofwel STEG. Dit is de combinatie van een gasturbine die elektriciteit genereert en de vrijgekomen restwarmte gebruikt om via een stoomturbine extra stroom op te wekken. De stoomturbine koppelt middels een 
synchronous self-shifting clutch aan de generator, het zogenaamde singleshaft principe. De centrale heeft een capaciteit van 426 megawatt (MW). Door de gecombineerde gas- en stoomturbine wordt een hoog rendement van 58% bereikt. De EPC (Engels: Engineering, Procurement en Construction) voor de centrale is General Electric (GE). In juni 2009 is de bouw van Moerdijk II van start gegaan en deze werd in februari 2012 in gebruik genomen. De totale capaciteit van de locatie Moerdijk is daarmee op 700 MW uitgekomen.
De Raad van State heeft in mei 2012 de milieuvergunning vernietigd die de provincie Noord-Brabant in 2008 heeft verleend voor de nieuwe centrale. De provincie moet beter uitleggen waarom is gekozen voor de soepele Europese norm voor uitstoot van stikstofoxiden in plaats van de strengere Nederlandse, aldus de rechter. De zaak was aangespannen door de Inspectie Leefomgeving en Transport die zegt dat de uitstoot te groot is. De nieuwe warmte-krachtcentrale is sinds begin 2012 in bedrijf en heeft capaciteit voor de elektriciteit van een half miljoen huishoudens. In augustus is de centrale weer in gebruik genomen. Moerdijk II is van januari 2014 tot oktober 2015, met uitzondering van winter 2014-2015 ook tijdelijk stopgezet geweest